# Deceived
Deceived é um filme de suspense estadunidense lançado em 1991, dirigido por Damian Harris. O roteiro foi escrito por Mary Agnes Donoghue e reescrito por Bruce Joel Rubin. Goldie Hawn e John Heard estrelam como um casal feliz cujas vidas são interrompidas quando segredos do passado são revelados.

## Sinopse
Adrienne Saunders (Goldie Hawn) tem um casamento feliz com seu marido, um negociante de arte, Jack (John Heard). Eles têm uma filha chamada Mary (Ashley Peldon). Depois que o curador do museu local é misteriosamente assassinado, Jack é suspeito de vender tesouros falsos para o museu. Jack tem que ir de repente para Boston em uma viagem de trabalho, mas Adrienne ouve de uma amiga que ela pensou ver Jack na cidade. Adrienne o confronta, mas ele nega estar na cidade. Enquanto a pressão aumenta sobre Jack por causa de uma relíquia forjada, Adrienne recebe a notícia da polícia de que Jack morreu em um acidente de carro. Na tentativa de encerrar os casos de Jack, Adrienne começa a suspeitar que seu marido não era quem dizia ser. Quando ela vê uma foto de seu marido no livro do ano escolar atribuída a um homem chamado Frank Sullivan, ela percebe que foi enganada.
Ela rastreia a prima de Frank, Evelyn, que confirma que Frank e Jack eram inseparáveis na escola. Depois que Jack morreu, ela nunca mais viu Frank. Evelyn explica que o pai de Frank era alcoólatra e que sua mãe trabalhava como operadora de pedágio. Ela direciona Adrienne para a mãe de Frank, que mora em um apartamento em ruínas no Brooklyn. A mãe de Frank, Rosalie, recebe amargamente a notícia de sua neta, dizendo a Adrienne que Frank sempre foi egoísta e nunca olhou para ela.
Um perseguidor espreita no loft de Adrienne. Ele vem para a cama de Adrienne enquanto ela está dormindo e a acaricia. Ele observa Maria, que fica assustada com o homem em seu quarto à noite. Um dia, quando a governanta termina suas tarefas, ela surpreende o perseguidor. Ele a deixa quase morta no banheiro e vasculha o apartamento.
No trabalho, Adrienne recebe uma mensagem urgente da Sra. Sullivan e corre para seu apartamento. Quando ela chega, a porta está aberta e a Sra. Sullivan não está em lugar nenhum. "Jack" aparece e Adrienne o esbofeteia por sua crueldade. Jack explica que quando seu amigo morreu, ele ficou transtornado e descobriu a identidade de Jack durante o processo de luto. Ele revela que um homem chamado Dan Sherman o está chantageando. Jack fingiu sua morte para escapar, sabendo que teria que desistir de sua vida com Adrienne e Mary. Ele diz a ela que Sherman insiste em ter um colar egípcio em seu apartamento e pede a Adrienne para procurá-lo. Quando ela sai do apartamento, Jack a observa da janela ao lado do corpo de sua mãe assassinada.
Durante sua busca pelo colar, Adrienne descobre uma identificação com foto do Departamento de Parques. Tem a foto de seu marido e o nome Dan Sherman. Ela rastreia um endereço e faz uma visita surpresa à casa. Uma Sra. Sherman grávida está ao telefone e a deixa entrar, pensando que ela está com uma empresa de mudanças. Adrienne olha ao redor da casa e vê fotos do casamento de seu marido com a Sra. Sherman. Em um álbum de fotos, ela vê uma foto de Mary, que a Sra. Sherman diz ser a irmã morta de seu marido. A pessoa ao telefone é Jack, que pede que ela dê o telefone para Adrienne.
Ele parabeniza Adrienne por rastrear sua nova vida e revela que sequestrou Mary. Mary trocou o colar com outra garota, e Jack instrui Adrienne a recuperá-lo e encontrá-lo em seu loft para trocar Mary pelo colar. No loft, Adrienne pede para ver Mary, e Jack explica que ela está lá embaixo brincando no carro. Quando Adrienne tenta ir vê-la, Jack a pressiona contra uma parede e exige o colar primeiro. Adrienne o esfaqueia e foge. Após uma longa perseguição em uma área de construção, Jack a encurrala no elevador de carga. Ele revela sua verdadeira natureza, sempre fazendo "o que vem a seguir" para se preservar. Adrienne atrai Jack para o poço do elevador, onde ele cai para a morte; Adrienne estava segurando um cabo invisível do elevador para dar a ilusão de estar no carro do elevador.

## Elenco
- Goldie Hawn como Adrienne Saunders
- Damon Redfern como Maitre d'
- John Heard como Jack Saunders, Frank Sullivan e Dan Sherman
- Robin Bartlett como Charlotte, colega de trabalho de Adrienne
- Ashley Peldon como Mary Saunders
- Beatrice Straight como mãe de Adrienne
- George R. Robertson como pai de Adrienne
- Tom Irwin como Harvey Schwartz
- Jan Rubeš como Tomasz
- Anais Granofsky como Ellen
- Heidi Von Palleske como Mrs. Peabody
- Stanley Anderson como Detetive Kinsella
- Francesca Butler como Lillian
- Bruce MacVittie como segurador social
- Amy Wright como Evelyn Saunders
- Kate Reid como Rosalie Sullivan

## Produção
As filmagens aconteceram em Toronto de 22 de janeiro a 16 de abril de 1991. Mary Agnes Donoghue escreveu o roteiro inicial. Donoghue foi inspirado pela ideia de que uma vida segura de classe média acabou sendo uma mentira completa. Quando Donoghue se recusou a fazer alterações no roteiro, Bruce Joel Rubin foi contratado, com o pseudônimo de "Derek Saunders". 

## Bilheteria
O filme estreou em terceiro lugar nos Estados Unidos e arrecadou US $ 4,3 milhões na primeira semana. Seu valor bruto final nos EUA foi de 28,7 milhões de dólares.

## Recepção
Deceived obteve 37% de aprovação no Rotten Tomatoes com base em 19 avaliações; a avaliação média é 4,84/ 10. Revisores criticaram o filme por sua trama ilógica e previsível. Roger Ebert escreveu: "Deceived começa com uma fórmula de suspense antigo, eleva-se a passagens de suspense genuíno e termina com um clímax tão absurdo que é preciso um esforço real de memória para lembrar que partes do filme eram realmente boas."

## Ligações Externas
- Deceived. no IMDb.
- Deceived no Rotten Tomatoes